# Aspidospermidina
Aspidospermidina es un alcaloide bio-activo aislado de especies del género Aspidosperma.